# 김상우 (1994년)
김상우(한국 한자: 金相佑, 1994년 2월 21일 ~)는 대한민국의 축구 선수로서 포지션은 수비수이다.

## 수상

### 클럽
경남 FC
- K리그 챌린지 : 우승 (2017)